# Ignác Meisner
Ignác Meisner (30. prosince 1785, Cvikov – 17. září 1864, Horní Police) byl český katolický kněz, devátý infulovaný arciděkan v Horní Polici.

## Život

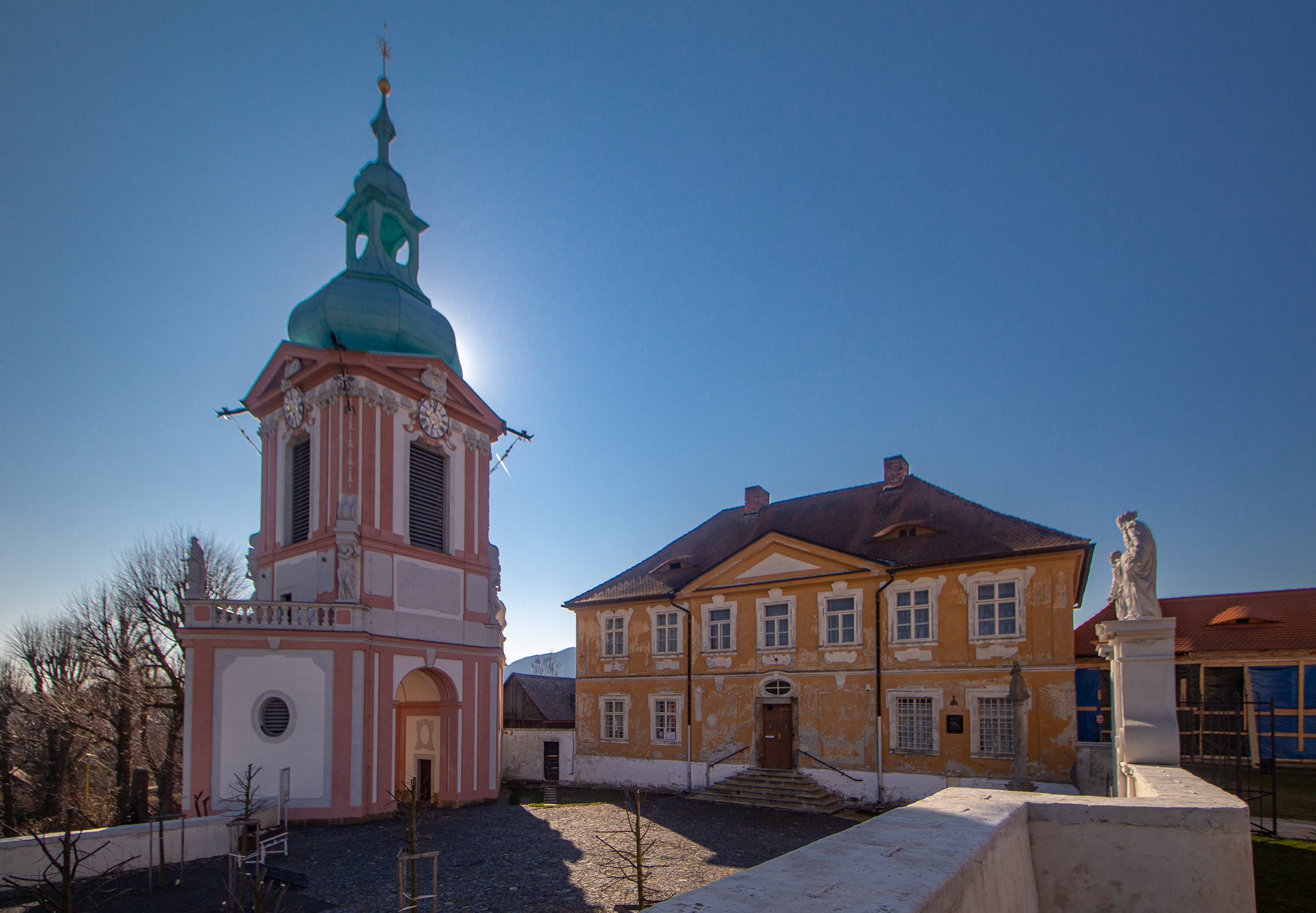
Barokní zvonice a budova arciděkanství v Horní Polici v poutním areálu

Pozdější devátý hornopolický arciděkan byl na kněze vysvěcen 20. července 1808. Na úřad hornopolického arciděkana byl prezentován v roce 1846 za episkopátu litoměřického biskupa Augustina Bartoloměje Hilleho. K tomuto úřadu se váže ustanovení papežského breve ze 6. prosince 1736 papeže Klementa XII. Meisner tak získal právo, jako jeho předchůdci, používat pontifikálie „ad instar Abbatum”, tzn. stal se infulovaným arciděkanem.
Děkan Ignác Meisner zemřel po 18 letech služby 17. září 1864 v Horní Polici.